# Vormingscentrum Guislain

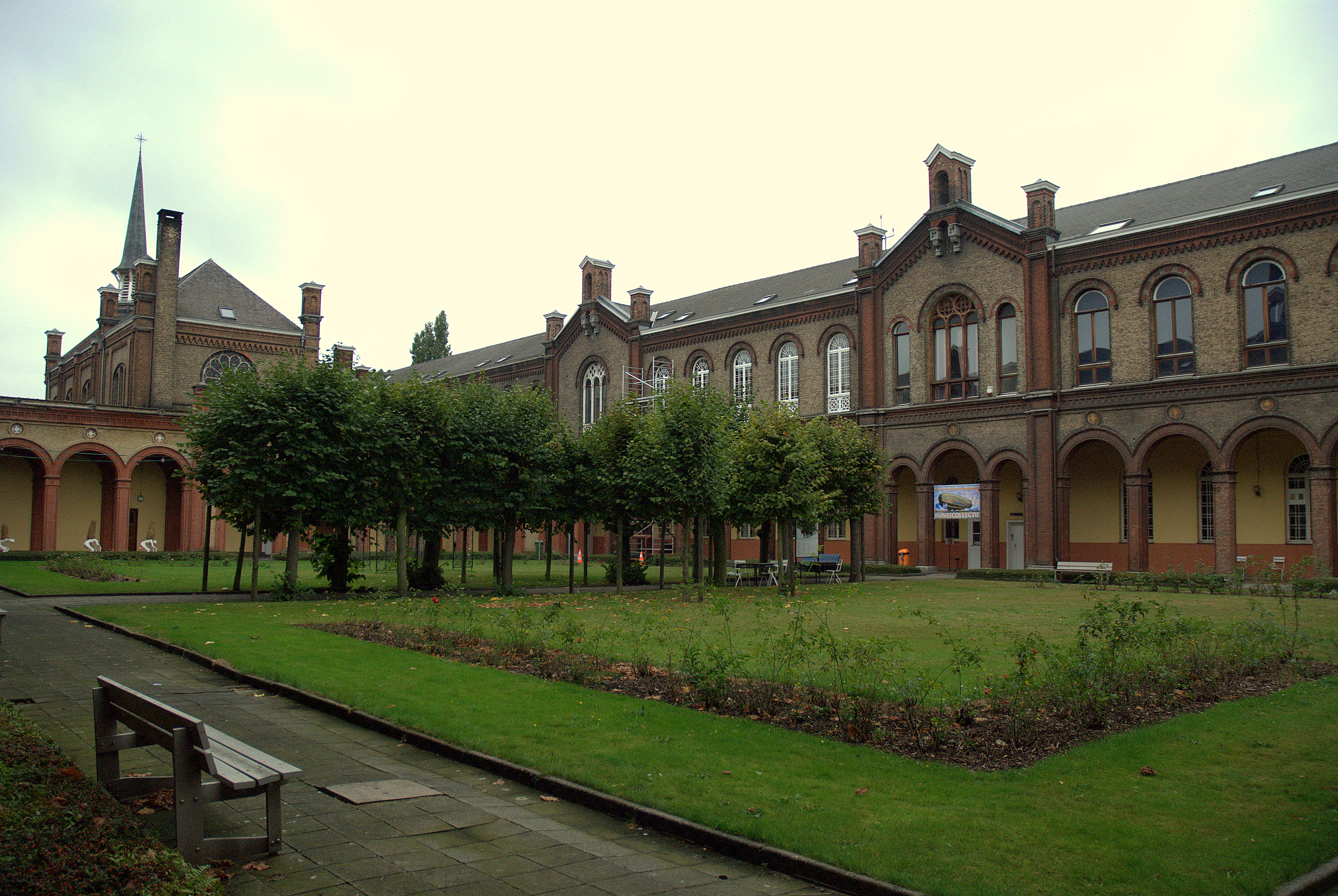
Campus Guislain in Gent

Het Vormingscentrum Guislain is een Belgische vereniging zonder winstgevend doel, opgericht door de congregatie van de Broeders van Liefde, met onderwijs als doelstelling.

## Beschrijving
Het Vormingscentrum, genaamd naar dokter Jozef Guislain, is gevestigd in Gent en werd opgericht in 1985. Voordien bestond er al een School voor Psychiatrische Verpleegkunde. De initiatiefnemers waren broeder René Stockman en enkele leerkrachten. Het doel was om de school tot op het niveau hogeschool te tillen en er een centrum van te maken voor bijscholing en navorming van mannen en vrouwen die beroepshalve in de geestelijke gezondheidszorg actief zijn.
In de loop der jaren werd ook bijzondere aandacht besteed aan leerkrachten uit het gewoon en buitengewoon onderwijs en aan de medewerk(st)ers uit de zorg voor personen met een handicap.
Het Vormingscentrum Guislain organiseert veel vormingssessies, seminaries en studiedagen over de diverse onderwerpen die tot zijn expertisedomein behoren. Dit gebeurt in de vormingscentra in Gent en in Brugge. De activiteiten vinden ook plaats in de scholen en de zorgcentra van de Broeders van Liefde.
Tot de permanente opleidingen behoren:
- het Postgraduaat Management in de Gezondheids- en Welzijnszorg,
- het Instituut voor Verpleegkunde Sint Vincentius (gesticht in 1909), dat diploma's middelbaar en hoger onderwijs uitreikt voor verpleegkundigen,
- de academische opleiding 'Levensbeschouwing, Overheid en Samenleving'.

Onder de vele ad-hocvormingen, zijn er onder meer de reflectiesessies voor jongeren.
De raad van bestuur van het Vormingscentrum bestaat uit leden van de congregatie van de Broeders van Liefde onder het voorzitterschap van broeder Luc Lemmens en met broeder Stockman als afgevaardigd bestuurder. De algemeen directeur is Marc Keuleneer.